# Amelie Lux
Amelie Lux (Oldemburgo (Baixa Saxônia), 5 de abril de 1977) é uma velejadora alemã, medalhista olímpico.

## Carreira
Amelie Lux representou seu país nos Jogos Olímpicos de Verão de 2000 e 2004, na qual conquistou medalha de prata na classe mistral em 2000.